# Xã Ingallston, Michigan
Xã Ingallston (tiếng Anh: Ingallston Township) là một xã thuộc quận Menominee, tiểu bang Michigan, Hoa Kỳ. Năm 2010, dân số của xã này là 935 người.